# Balon
Balon je fleksibilna vreča, ki je po navadi napolnjena s toplim zrakom. Nekateri baloni so uporabljeni le za dekorativne in oglaševalske namene, medtem ko so nekateri uporabljeni za točno določene naloge. 
Zgodnji baloni so bili narejeni iz papirja. Kupole sodobnih balonov so narejene iz polietilenskega ali poliesterskega blaga. Baloni so tudi zmogljiv komercialni pripomoček, saj večina klubov trži polet z balonom.